# Ганс-Альбрехт Кандлер
Ганс-Альбрехт Кандлер (нім. Hans-Albrecht Kandler; 31 жовтня 1917, Єна — 15 березня 1944, Атлантичний океан) — німецький офіцер-підводник, оберлейтенант-цур-зее крігсмаріне.

## Біографія
3 квітня 1937 року вступив на флот. В квітні-жовтні 1939 року — 1-й вахтовий офіцер на плавучій базі R-катерів «Броммі». З грудня 1939 року — командир R-катера R-27. З вересня 1941 по березень 1942 року пройшов курс підводника. З квітня 1942 року — 1-й вахтовий офіцер на підводному човні U-565. В серпні-вересні 1942 року пройшов курс командира човна. З 10 жовтня 1942 по 9 червня 1943 року — командир U-386, на якому здійснив 1 похід (15 квітня — 11 травня 1943). 25 квітня 1943 року потопив британський торговий пароплав Rosenborg водотоннажністю 1997 тонн, навантажений баластом; 28 з 30 членів екіпажу загинули. В червні 1943 року переданий в  розпорядження 6-ї флотилії. З 1 жовтня 1943 року — командир U-653, на якому здійснив 2 походи (разом 68 днів у морі). 15 березня 1944 року U-653 був потоплений в Північній Атлантиці західніше Ірландії (53°46′ пн. ш. 24°35′ зх. д.) глибинними бомбами бомбардувальника «Свордфіш» з британського ескортного авіаносця «Віндекс» і з британських шлюпів «Старлінг» та «Вайлд Гус». Всі 51 члени екіпажу загинули.

## Звання
- Кандидат в офіцери (3 квітня 1937)
- Морський кадет (21 вересня 1937)
- Фенріх-цур-зее (1 травня 1938)
- Оберфенріх-цур-зее (1 липня 1939)
- Лейтенант-цур-зее (1 серпня 1939)
- Оберлейтенант-цур-зее (1 вересня 1941)

## Нагороди
- Залізний хрест 2-го і 1-го класу
- Нагрудний знак мінних тральщиків
- Нагрудний знак підводника